# オーランド諸島の旗
オーランド諸島の旗（スウェーデン語: Ålands flagga, フィンランド語: Ahvenanmaan lippu）は1954年に制定され、1954年4月3日にフィンランド自治領オーランド諸島の主都マリエハムンに掲揚された。
オーランド諸島の旗は、スウェーデン沖合のバルト海に浮かぶ、スウェーデン文化を受け継ぐ人々の住むフィンランド自治領の島、という政治的・地理的・文化的位置を反映している。青地に黄色のスカンディナヴィア十字というスウェーデンの国旗と同じデザインの上に赤いスカンディナヴィア十字を加え、黄色と赤というフィンランドのシンボルカラーも同時に表している（今日のフィンランドの国旗は白地に青い十字のためフィンランドの色といえば白に青と連想されるが、フィンランド民族主義の初期においては、フィンランドの国章に使われる黄色と赤がフィンランドの色とされていた）。
旗の各色の帯の幅は、横は左から16:3:4:3:26の割合、縦は上から12:3:4:3:12の割合となる。掲揚されるときはフィンランドの国旗と同時に掲揚される。

? 縦横比2:3の別タイプ

## 非公式のオーランド諸島旗
自治領となる以前、1921年から1954年までは、青・黄色・青が水平に並んだ旗が非公式のオーランドの旗として使われた時期もあった。
もとスウェーデン領だったオーランド諸島は、1809年にフィンランドがスウェーデンからロシア帝国に割譲されフィンランド大公国が建国された際、フィンランド領に組み込まれた。1917年のフィンランド独立後、島民はスウェーデンへの復帰を求めたが、国際連盟は1921年にオーランド諸島のスウェーデンへの割譲を拒否し、代わりにフィンランド領内で大幅な自治権を得ることを認めた。
この時に島を代表する旗を作るという案が生まれ、スウェーデンの国旗の色とオーランド諸島の紋章の模様をもとに、青と黄色の二色を使った水平に三つの帯のある旗が誕生し、1922年のマリエハムンでの合唱祭で披露された。
1934年にはフィンランド政府がスウェーデン色の濃いこの旗の掲揚を禁じ、別のデザインの旗を作るよう命令したが、オーランド諸島政府は命令を無視し、1930年代後半から1940年代にかけて両政府の間で緊張が高まる一方、オーランドが独自の旗を持つための粘り強い交渉も続けられた。

? 1922年に披露された非公式の旗
?1952年に提案され却下された案
?1952年に提案され却下された案
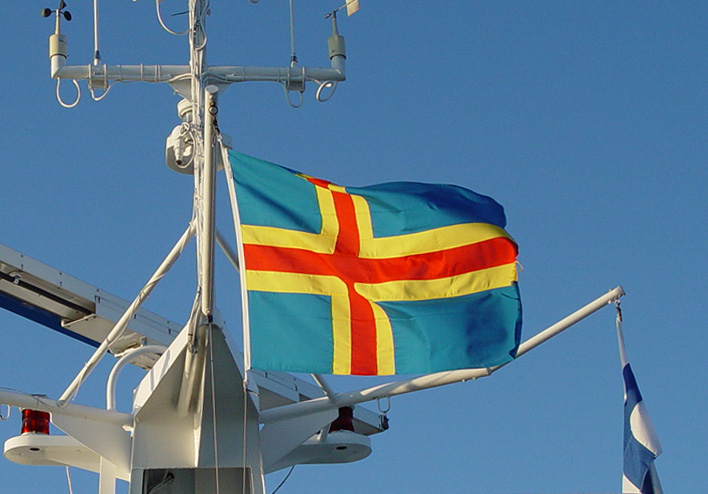
フェリーにはためくオーランド諸島の旗

1951年にはついにオーランド諸島が公式に独自の旗を持つための法律が通り、デザインコンペが行われスカンディナヴィア十字を取り入れようという案が好評を博した。1952年1月に決まった最初の案は、青地に黄色い十字を描き、その中にさらに青い十字を描くという案であったが、フィンランド政府はあまりにスウェーデン国旗に似ており混乱を招くとして却下した。新しい旗のデザインを巡る議論は1953年まで長引き、その間にはフィンランド国旗の白地に青いスカンディナヴィア十字の中に黄色い十字を描くという案もあった。青・黄色・青の非公式旗にこだわる意見もあったが、オーランド諸島議会の多数意見はスカンディナヴィア十字の採用を求めた。
最終的にスウェーデンの旗のデザインを基本に、フィンランドの国章の色である黄色と赤を混ぜる現行のデザインが、両国の文化を融合させ調和させるという観点から議会で賛成多数で採択された。1954年3月31日にはフィンランド大統領が法律にサインをし、陸上でも海上でもオーランド諸島の旗が掲げられるようになった。